# Simulium konoi
Simulium konoi är en tvåvingeart som först beskrevs av Takashasi 1950.  Simulium konoi ingår i släktet Simulium och familjen knott. Inga underarter finns listade i Catalogue of Life.